# Гюнтер Людерс
Гюнтер Людерс (нім. Günter Lüders; 18 липня 1920, Кіль — 11 лютого 1944, Атлантичний океан) — німецький офіцер-підводник, оберлейтенант-цур-зее крігсмаріне.

## Біографія
1 жовтня 1938 року вступив на флот. З 25 травня 1941 року — 2-й вахтовий офіцер на підводному човні U-653. В січні-лютому 1943 року пройшов курс командира човна. З 7 квітня 1943 року — командир U-424, на якому здійснив 2 походи (разом 69 днів у морі). 11 лютого 1944 року U-424 був потоплений в Північній Атлантиці південно-західніше Ірландії (50°00′ пн. ш. 18°14′ зх. д.) глибинними бомбами британських шлюпів «Вайлд Гус» і «Вудпеккер». Всі 50 членів екіпажу загинули.

## Звання
- Кандидат в офіцери (1 жовтня 1938)
- Морський кадет (1 липня 1939)
- Фенріх-цур-зее (1 грудня 1939)
- Оберфенріх-цур-зее (1 серпня 1940)
- Лейтенант-цур-зее (1 квітня 1941)
- Оберлейтенант-цур-зее (1 січня 1943)